# Urwisko Skua
Urwisko Skua (ang. Skua Cliff) – urwisko na Wyspie Króla Jerzego, w pobliżu Polskiej Stacji Antarktycznej im. H. Arctowskiego. Wznosi się na wysokość 106 m n.p.m. ponad doliną Potoku Skamieniały Las. Na północy urwiska opada ku Potokowi Geografów, który oddziela je od występu skalnego Ambona. Na zachodzie ponad Urwiskiem Skua wznosi się wzgórze Krokiew. Nazwa pochodzi od angielskiej nazwy gniazdujących tam wydrzyków.